# كيث غوردون (لاعب كرة قاعدة)
كيث غوردون (بالإنجليزية: Keith Gordon)‏ هو لاعب كرة قاعدة أمريكي، ولد في 22 يناير 1969 في بيثيسدا في الولايات المتحدة.

## وصلات خارجية
- كيث غوردون على موقعبيزبول رفرنس.كوم (الدوري الرئيسي) (الإنجليزية)
- كيث غوردون على موقعبيزبول رفرنس.كوم (الدوري الثانوي) (الإنجليزية)